# J. H. Allassani
 (mai 2025).
Joseph Henry Allassani, né en 1906 à Gumo (en), était un enseignant et homme politique ghanéen. Il était député et ministre d'État pendant la Première République. Il fut le premier ministre de la Santé de la première république du Ghana.

## Jeunesse et éducation
Allassani est né vers 1906 à Gumo (en) une banlieue du district de Kumbungu (en), vers 9 km de Tamale dans la région du Nord, Ghana alors territoire du Togoland sous la tutelle du Royaume-Uni.
Il a reçu son éducation élémentaire dans les écoles catholiques de Tamale, Elmina, Sunyani et enfin à St. Peter's à Kumasi. Il entra au Government Teacher Training College en 1924 et obtint son certificat « A » en 1926.

## Carrière et politique

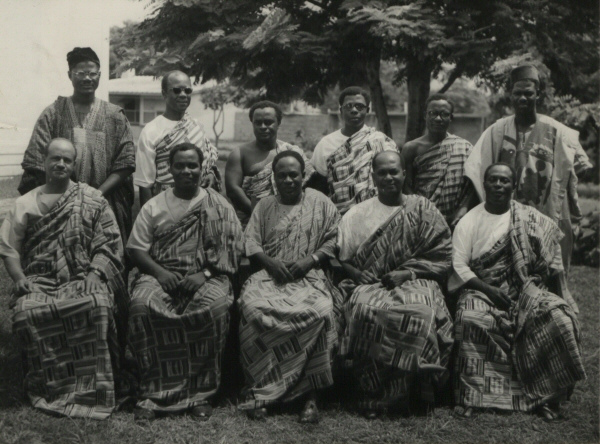
Le Cabinet de la Gold Coast le 6 mars 1957 : De gauche à droite, au premier rang : L'hon. A. Casely-Hayford, l'hon. Kojo Botsio ; Le Premier ministre, l'hon. Kwamé Nkrumah ; L'hon. KA Gbedemah, l'hon. EO Asafu-Adjaye. Rangée arrière de gauche à droite : L'hon. JH Allassani, l'hon. NA Welbeck, l'hon. A. Ofori Atta, l'hon. Ako Adjei, l'hon. JE Jantuah, l'hon. Imoru Égala

Allassani a commencé à enseigner en 1927 à l'école catholique St. Peter's de Kumasi. Il y a enseigné pendant environ vingt-deux ans. En 1949, il démissionne pour occuper le poste de secrétaire de l'administration indigène de Dagomba. La même année, il fut élu au Conseil des Territoires du Nord et en 1951, il fut élu à l'Assemblée législative en tant que représentant de Dagomba Est sur la liste du Convention People's Party,,. Il prend officiellement ses fonctions le 8 février 1951. Le 1er avril 1951, il est nommé secrétaire ministériel (vice-ministre) au ministère du Développement et le 20 juin 1954, il est nommé ministre de l'Éducation, prenant officiellement ses fonctions le 21 juin de la même année,. En 1955 et 1956, il a plaidé en faveur de l'intégration du Togo du Nord à la Côte de l'Or devant le Conseil de tutelle des Nations Unies. Il a été nommé ministre de la Santé en juin 1956,,, jusqu'en septembre 1959, date à laquelle il a été nommé ministre résident du Ghana en Guinée. Il a occupé ce poste jusqu'au 30 juin 1960, date à laquelle il a été nommé président du Logement rural, prenant officiellement ses fonctions le jour de la République, le 1er juillet 1960. Il a occupé ce poste jusqu'au 1er janvier, date à laquelle il a été nommé président de la State Paints Corporation. Il a occupé ce poste jusqu'en février 1966, date à laquelle le gouvernement Nkrumah (en) a été renversé.
Au cours de son mandat de fonctionnaire du gouvernement, il a siégé à divers conseils et comités, parmi lesquels : le Comité de sélection des bourses, le Conseil central des appels d'offres, le Comité Erzuah sur les salaires de la fonction publique et le Comité des transports dans les territoires du Nord À l'époque du gouvernement du Conseil de libération nationale (en), il a été condamné à 3 mois de prison avec travaux forcés par deux commissions d'enquête sur la condamnation pour parjure et outrage à la commission du juge Apaloo (en),.

## Vie personnelle
Allassani et sa femme Susana Andani ont eu douze enfants.